# Friedrich Riedel (Fußballspieler)
Friedrich Riedel (* 3. Februar 1921; † 19. April 2010) war ein deutscher Fußballspieler in der DS-Oberliga. In der höchsten Spielklasse des DDR-Fußballs spielte er für die BSG Empor Lauter.

## Leben
Als nach dem Ende des Zweiten Weltkrieges im Erzgebirgsort Lauter der bisher im Fußball erfolgreiche SV Viktoria durch die Siegermächte verboten worden war, wurde der Fußballsport zunächst durch die SG Lauter fortgeführt. Die Sportgemeinschaft des 8000-Seelen-Ortes setzte die erfolgreiche Tradition fort, als sie 1950 sächsischer Vizemeister wurde und sich für die neue zweitklassige DS-Liga qualifizierte. Mitbeteiligt war der als Verteidiger spielende Friedrich Riedel. Ebenfalls mit von der Partie war Riedel, als die Lauterer, inzwischen als Betriebssportgemeinschaft (BSG) Empor antretend, 1952 Staffelsieger in der DS-Liga wurden, und sich damit den Aufstieg in die DS-Oberliga erkämpft hatten. In der Aufstiegssaison 1951/52 hatte Riedel wegen des Ausfalls der Stammtorhüter in den ersten vier Punktspielen im Tor gestanden, erst danach kehrte er in die Abwehr zurück, in der er als linker Verteidiger weitere 15 Punktspiele bestritt. Nach Ende der Punktspielserie trat Empor Lauter gegen den zweiten Liga-Staffelsieger BSG Motor Jena um die Ligameisterschaft an. Es waren vier Spiele erforderlich, ehe Lauter nach 1:0, 1:5, 0:0 n. V. und 3:0 auch Ligameister geworden war. Riedel war als Verteidiger in den ersten drei Finalspielen dabei. 
In ihrer ersten Oberligasaison hatten weder die BSG Empor noch Friedrich Riedel Anpassungsschwierigkeiten. Unter 17 Mannschaften kam Empor am Saisonende auf den sicheren 10. Platz, und Riedel war auch unter dem neuen Trainer Walter Fritzsch ein unangefochtener Stammspieler. Von den 32 ausgetragenen Punktspielen bestritt Riedel 28 Partien, in denen er zunächst auf der rechten Abwehrseite, später als rechter Verteidiger eingesetzt wurde. Zu Beginn seiner zweiten Oberligaspielzeit war Riedel bereits 32 Jahre alt. Trotzdem vertraute der neue Trainer Heinz Pönert dem Abwehrroutinier in den ersten vier Punktspielen. Danach wurde Riedel jedoch von dem sieben Jahre jüngeren Karl-Heinz Singer abgelöst, und nachdem Riedel am 20. Meisterschaftsspiel noch einmal Stopper Kurt Zapf vertreten hatte, wurde Riedels Oberligalaufbahn beendet. In seinen beiden Erstligaspielzeiten war er auf 34 Punktspieleinsätze gekommen, in denen er als Defensivspieler zwei Tore erzielte. 